# Ніні Гогічаішвілі
Ніні Гогічаішвілі (груз. ნინი გოგიჩაიშვილი; нар. 23 листопада 1993) — грузинська модель та володарка титулу конкурсу краси, яка була коронована «Міс Грузія 2018». Вона представляла Грузію в конкурсі «Міс Світу-2018».